# Iluminacja (album)
Iluminacja – album zespołu Big Day wydany w 1997 roku nakładem wytwórni Izabelin Studio. Na kasecie magnetofonowej znajduje się 11 utworów, a wydanie CD zawiera 13 piosenek. 25 maja 2016 nakładem Universal Music Polska ukazała się reedycja płyty, a całość materiału została zremasterowana.

## Lista utworów
1. "Fenomen" (muz. Wojciech Olkowski, Anna Zalewska-Ciurapińska, sł. Marcin Ciurapiński)
2. "W dzień gorącego lata" (muz. i sł. Marcin Ciurapiński)
3. "Ocsid" (muz. Wojciech Olkowski, Anna Zalewska-Ciurapińska, sł. Marcin Ciurapiński)
4. "Jak to jest"	(muz. Wojciech Olkowski, Marcin Ciurapiński, sł. Marcin Ciurapiński)
5. "A ty tylko" (muz. i sł. Marcin Ciurapiński)
6. "Dzień, w którym przyszła miłość" (muz. Wojciech Olkowski, Marcin Ciurapiński, sł. Marcin Ciurapiński)
7. "Iluminacja" (muz. Piotr Szymański, Marcin Ciurapiński, sł. Marcin Ciurapiński)
8. "W jego stroju" (muz. i sł. Marcin Ciurapiński)
9. "Zapach ognia" (muz. Piotr Szymański, Anna Zalewska-Ciurapińska, sł. Marcin Ciurapiński)
10. "Królowie dnia" (muz. i sł. Marcin Ciurapiński)
11. "Oddalam się" (muz. i sł. Marcin Ciurapiński) (utwór tylko na płycie CD)
12. "Indy (rave)" (muz. Big Day, sł. Marcin Ciurapiński) (utwór tylko na płycie CD)
13. "Pożegnanie"

## Twórcy
- Anna Zalewska-Ciurapińska – śpiew
- Marcin Ciurapiński – gitara akustyczna, gitara basowa, instrumenty klawiszowe, śpiew
- Damian Nowak – perkusja
- Wojciech Olkowski – gitary
- Piotr Szymański – gitary, klawisze w utworze "Ocsid"
- gościnnie Tomasz Bonarowski – trąbka, klawisze,

## Dodatkowe informacje
- Produkcja muzyczna i realizacja nagrań: Tomasz Bonarowski
- Współpraca przy realizacji: Ryszard Szmit, Jarosław Kardaś
- Aranżacje utworów: Big Day (współpraca Tomasz Bonarowski)
- Nagrań dokonano w PRO STUDIO Radia Olsztyn w dniach 1 marca - 10 kwietnia 1997 r.
- Mastering: Grzegorz Piwkowski, Tomasz Bonarowski
- Producent: PolyGram Polska
- Zdjęcia: Grzegorz Czykwin
- Design: Jacek Wiśniewski